# 黒山村
黒山村（くろやまむら）は、かつて大阪府にあった村である。現在の堺市美原区の一部にあたる。
現在も、黒山警察署などに名が残っている（ただし、移転により、同署の現在の所在地は旧平尾村にあたる地区になる）。

## 歴史
- 1889年（明治22年）4月1日 丹南郡黒山村、太井村、阿弥村、北余部村、南余部村が合併して、丹南郡黒山村（町村制）が発足。大字黒山に村役場を設置。
- 1896年（明治29年）4月1日 南河内郡が成立。
- 1917年（大正６年）大阪府立黒山農学校が開校する[1]。
- 1924年（大正13年）大阪府立黒山高等実践女学校が開校する[1]。
- 1953年（昭和28年）浪速大学農業短期大学部が開学する。
- 1956年（昭和31年）9月30日 丹南村、平尾村と合併して、南河内郡美原町となる。

## 経済

### 産業
- 農業

『大日本篤農家名鑑』によれば、黒山村の篤農家は「天見源治、櫻井喜三次、川口源太郎、田守良男」などである。